# 野原広子 (イラストレーター)
野原 広子（のはら ひろこ）は、日本の漫画家、エッセイスト、イラストレーター。神奈川県出身。
40歳を過ぎてから、「娘が学校に行きません - 親子で迷った198日間 -」でデビュー。担当編集者は松田紀子。「離婚してもいいですか?」で第20回コミックエッセイプチ大賞B賞受賞。2017年8月現在、雑誌レタスクラブで「離婚してもいいですか? -翔子の場合-」を連載中。
作品はいわゆるコミックエッセイの体裁をとっているが、デビュー作を除いてフィクションもしくはセミフィクションである。自身も「エッセイとは自分のことじゃないといけないんじゃないの？」と思っていた時期があったが、編集者からコミックエッセイにすでにセミフィクションはたくさんあると聞かされて納得したという。
2021年、第25回手塚治虫文化賞において短編賞を受賞（『消えたママ友』『妻が口をきいてくれません』により）。

## 作品リスト
- 『娘が学校に行きません - 親子で迷った198日間 -』2013年、メディアファクトリー刊、ISBN 978-4-8401-4948-8[6]
- 『離婚してもいいですか?』2014年、KADOKAWA刊、ISBN 978-4-04-066971-7[7]
  - 『離婚してもいいですか? 翔子の場合』2018年、KADOKAWA刊、ISBN 978-4-04-069540-2[8]
- 『ママ、今日からパートに出ます! - 15年ぶりの再就職コミックエッセイ -』2014年、KADOKAWA刊、ISBN 978-4-04-066228-2[7]
- 『ママ友がこわい - 子どもが同学年という小さな絶望 -』2015年、KADOKAWA刊、ISBN 978-4-04-067789-7[9]
- 『お仕事はじめました!』既刊4巻 『CHANTO』（主婦と生活社）創刊号より連載、単行本は電子書籍限定[1]
  1. 2018年3月[1]、ISBN 978-4-391-20124-6
  2. 2018年3月[10]、ISBN 978-4-391-20125-3
  3. 2019年2月[11]、ISBN 978-4-391-20171-0
  4. 2020年5月[12]、ISBN 978-4-391-20242-7
- 『消えたママ友』2020年、KADOKAWA刊、ISBN 978-4-04-064317-5[13]
- 『妻が口をきいてくれません』2020年、集英社刊、ISBN 978-4-08-788048-9[14]
- 『で、やせたの? : まんがでもわかる人生ダイエット図鑑』2021年、小学館刊、作画：有田リリコ、ISBN 978-4-09-388840-0[15]
- 『人生最大の失敗』2022年、オーバーラップ刊、ISBN 978-4-8240-0260-0[16]
- 『今朝もあの子の夢を見た』2022年、集英社刊、ISBN 978-4-0878-8082-3[17]
- 『赤い隣人～小さな泣き声が聞こえる』2023年、KADOKAWA刊、ISBN 978-4-04-680145-6[17]